# Línia H12 de la Xarxa Ortogonal d'Autobusos de Barcelona
La línia H12 és una línia d'autobús de trànsit ràpid que pertany a la Xarxa Ortogonal d'autobusos urbans de Barcelona. Recorre Barcelona i Sant Adrià del Besòs en horitzontal des del barri de Gornal fins al barri del Besòs a Sant Adrià. Va ser posada en marxa a l'octubre de 2012 i va substituir l'antiga línia 56.
Aquesta Línia es caracteritza per seguir un moviment horitzontal al llarg del seu recorregut per la Gran Via de les Corts Catalanes. Disposa de tres autobusos bi-articulats i 18 autobusos articulats de GNC. En direcció a Besòs Verneda, aquesta línia creua la ciutat horitzontalment seguint l'eix de la Gran Via de les Corts Catalanes, des del Gornal (L'Hospitalet) fins a la rambla de Prim del barri del Besòs. Durant el seu recorregut passa per les places Europa, Ildefons Cerdà, Espanya, Universitat, Tetuan i de les Glòries Catalanes, sempre seguint la Gran Via. En direcció a Gornal segueix el mateix itinerari per la Gran Via. És el traçat més rectilini de tota la xarxa.

## Àrees d'intercanvi
- Àrea d'intercanvi Ildefons Cerdà
- Àrea d'intercanvi Plaça Espanya
- Àrea d'intercanvi Gran Via - Pau Claris
- Àrea d'intercanvi Monumental

## Horaris
| H12       | Primer servei | Primer servei    | Darrer servei | Darrer servei    |
| H12       | A: Gornal     | A: Besòs/Verneda | A: Gornal     | A: Besòs/Verneda |
| Feiners   | 05:30         | 06:00            | 22:30         | 22:30            |
| Dissabtes | 05:30         | 06:00            | 22:30         | 22:30            |
| Festius   | 05:30         | 06:00            | 22:30         | 22:30            |